# کرنیا د یبرگات
کرنیا د یبرگات (به اسپانیایی: Cornellà de Llobregat) یک شهرستان در اسپانیا است که در استان بارسلون واقع شده‌است.

## خصوصیات
کرنیا د یبرگات ۶٫۹۰ کیلومترمربع مساحت و ۸۸٬۷۴۰ نفر جمعیت دارد و ۲۷ متر بالاتر از سطح دریا واقع شده‌است.